# Johann Sonntag
Johann „Oki” Sonntag a fost un handbalist de etnie germană care a jucat pentru echipa națională a României. Sonntag a fost component al selecționatei în 11 jucători a României care s-a clasat pe locul al cincilea la Olimpiada din 1936, găzduită de Germania. El nu a jucat în niciunul din cele trei meciuri disputate de România.
Johann Sonntag a fost component de bază al clubului Hermannstädter Turnverein(de) (Societatea de Gimnastică Sibiu) din Sibiu. De asemenea, el a înființat secția de handbal a clubului bucureștean Bukarester Turnverein.